# Francesco Gullino
Francesco Gullino (ou Giullino) é um dinamarquês de origem italiana que foi apontado em junho de 2005 pelo jornal britânico The Times, como principal suspeito da morte do dissidente búlgaro Gueórgui Markov, em 1978, em Londres. Na ocasião Markov foi envenenado por ricina com a ajuda de um guarda-chuva búlgaro.
Um documentário britânico, The Umbrella Assassin  ("O Assassino do Guarda-Chuva", 2006), contém entrevistas com pessoas ligadas ao caso na Bulgária, no Reino Unido e nos EUA, e revela que Gullino está vivo e bem, e ainda viaja livremente pela União Europeia. No entanto, ele não pode ser processado depois de um estatuto de limitações na Bulgária ter feito o crime prescrever em 2008.
- Uma versão de The Umbrella Assassin foi exibida nos EUA pela rede PBS na série Secrets of the Dead (Segredos dos Mortos).